# Tiger (canção)
"Tiger" é uma canção gravada pelo grupo sueco ABBA, lançada no álbum Arrival. Inicialmente foi chamada de "I'm The Tiger" e "I Am a Tiger" e suas gravações começaram em 20 de julho de 1976.
A música foi escrita por Benny Andersson e Björn Ulvaeus, enquanto Agnetha e Frida compartilham o vocal principal.